# بنجامين فيش أوستين
بنجامين فيش أوستين هو مربي كندي، ولد في 10 سبتمبر 1850 في برايتون في كندا، وتوفي في 22 يناير 1933.